# Friedenskirche (Konfession)
Als Friedenskirche bezeichnet man seit etwa 1900 eine Kirchengemeinschaft, die sich in besonderer Weise zur Förderung des Friedens und Nichtteilnahme am Krieg verpflichtet hat.

## Friedenskirchen
Als historische Friedenskirchen gelten jene christlichen Randgruppen, die im europäischen Mittelalter am Pazifismus des Urchristentums festhielten und Kriegsdienste verweigerten. Dazu gehörten seit dem 14. Jahrhundert vor allem die Katharer, die schon 1342 von der römisch-katholischen Kirche vernichtet wurden, und die Waldenser, die zum Teil später in den Hussiten und den Böhmischen Brüdern aufgingen.
Im Zeitalter der Reformation kamen die in der Täuferbewegung entstandenen Hutterer und Mennoniten hinzu.
Auch die im 17. und 18. Jahrhundert entstandenen Church of the Brethren, Quäker und Shaker werden den Friedenskirchen zugerechnet.
Im 19. Jahrhundert entstanden im Rahmen der nordamerikanischen Erweckungsbewegung weitere pazifistische Kirchengemeinschaften wie die Internationale Missionsgesellschaft der Siebenten-Tags-Adventisten, Reformationsbewegung. Auch in den orthodoxen Kirche entstanden friedenskirchliche Gemeinschaften, wie die Duchoborzen im zaristischen Russland.

## Praxis der Friedenskirchen

### Theologische Basis
Die genannten Kirchengemeinschaften haben zum Teil große theologische Differenzen. Allen gemein ist die Ablehnung von Gewalt und die Verweigerung des Kriegsdienstes. Darüber hinaus sind die Positionen unterschiedlich und reichen von politischer Zurückhaltung der Zeugen Jehovas bis zu starkem gesellschaftspolitischen Engagement wie bei den Quäkern, die auch öffentlichkeitswirksame Lobby- und Kampagnenarbeit betreiben.

### Dienst in Uniform
Aufgrund der Ablehnung des Militärdienstes, erfuhr ein großer Teil von ihnen in den letzten 500 Jahren staatliche Verfolgung und Repression. Mehrmals mussten beispielsweise Hutterer und Mennoniten ihre Heimat aufgeben und in neue Länder umsiedeln.

#### Erster Weltkrieg
Auch zu Beginn des 20. Jahrhunderts war die theologisch begründete Ablehnung des Militärdienstes noch in vielen westlichen Ländern nicht vollends akzeptiert. Ein bekanntes Beispiel ist das Schicksal zweier junger Hutterer in den USA während des Ersten Weltkrieges. Da sie es ablehnten, militärische Uniformen anzuziehen, wurden sie gezwungen, im Winter viele Stunden nackt im Freien zu verbringen, worauf sie starben. Der größte Teil der Hutterer verließ daraufhin die USA und siedelte nach Kanada über. Die Quäker waren zum Teil wie in den USA vom Wehrdienst befreit. Britische Quäker leisteten zum Teil in Uniform den Sanitätsdienst oder kamen in Beugehaft der Militärjustiz.

#### Zweiter Weltkrieg
Bei den Glaubensgemeinschaften wurde es der persönlichen Entscheidung des Einzelnen überlassen. Im Dritten Reich waren 89 % der sich offen als Wehrdienstverweigerer Bekennenden auf dem Gebiet Österreichs Zeugen Jehovas (Siehe auch Zeugen Jehovas im Nationalsozialismus, Quäker im Nationalsozialismus).

### Zivile Friedensarbeit
Nach dem Krieg arbeiteten Mitglieder amerikanischer Friedenskirchen aktiv in Wiederaufbauprogrammen in Europa und unterstützen Hilfsprogramme wie CARE, Quäkerspeisung und Eirene. Im Jahr 1956 gründeten deutsche Mennoniten als Reaktion auf die deutsche Wiederbewaffnung das Deutsche Mennonitische Friedenskomitee, um die Kriegsdienstverweigerung deutscher sowie in Deutschland stationierter US-amerikanischer Soldaten zu unterstützen. Im Jahr 1986 gründeten Mennoniten und die Church of the Brethren die Christian Peacemaker Teams, die ausgebildete Friedensarbeiter in Konfliktregionen entsenden. Christliche Pazifisten sollten auch bereit sein, in Krisengebieten Verantwortung zu übernehmen. Im November 2005 wurden vier Aktivisten der Christian Peacemaker Teams im Irak entführt und einer von ihnen durch einen Kopfschuss ermordet.
Auf Initiative der deutschen Mennoniten erklärte die Vollversammlung des Ökumenischen Rates der Kirchen 1998 das 21. Jahrhundert mit einer Dekade zur Überwindung von Gewalt zu beginnen. Im Fachbereich Evangelische Theologie der Universität Hamburg besteht seit 2006 die Arbeitsstelle Friedenskirche unter der Leitung von Pfr. Dr. Fernando Enns, dessen Aufgabe die systematisch-theologische Erforschung und Weiterentwicklung einer Theologie der Friedenskirchen ist. Am mennonitischen Ausbildungszentrum Bienenberg in der Schweiz wurde 2009 das Institut für Konflikttransformation (ComPax) eröffnet, das Mitarbeiter in Gemeinden und christlichen Institutionen in Konflikttransformation ausbildet.
Darüber hinaus wurden und werden viele Friedensaktivitäten von Mitgliedern der Friedenskirchen (zum Teil maßgeblich) mitgetragen. So engagieren sich viele aktiv bei den unter dem Namen Faslane 365 bekannt gewordenen Protesten gegen die schottische Atomwaffenbasis Faslane oder in den Ostermärschen in Deutschland.

### Militärseelsorge
Der mit der Militärseelsorge verbundenen Verknüpfung von Kirche und Militär, wie sie von den beiden Volkskirchen in Deutschland praktiziert wird (Seelsorger in Uniform), stehen sämtliche traditionelle Friedenskirchen ablehnend gegenüber.

### Kriegssteuern
Kritik wurde auch immer wieder an der Einziehung von Steuern, die dem Militäretat zugutekamen, geübt. So wurden im Quäkerstaat Pennsylvania, der etwa 80 Jahre Bestand hatte, die übliche Aufstellung von Soldaten für die britische Krone abgelehnt. Die Quäker waren aus Gewissensgründen auch nicht bereit, die von britischer Seite als Reaktion verhängten Strafsteuern zu zahlen. Da sie die Zahlung der Kriegssondersteuer nicht verhindern konnten, zogen sie sich letztlich aus der Politik zurück.
In Deutschland propagierten deutsche Quäker zusammen mit dem Netzwerk Friedenssteuer eine Friedenssteuer. Die Steuern sollten anteilig an dem Militäretat der Bundesrepublik zurückgehalten werden und stattdessen an Friedensorganisationen gezahlt werden. Da jedoch bei lohnabhängiger Arbeit die Steuern vom Arbeitgeber einbehalten wurden, könnten dieses nur Selbständige praktizieren.

## Gegenbewegung
Die lutherischen protestantischen Kirchen haben den Positionen der historischen Friedenskirchen ausdrücklich widersprochen. Im Augsburger Bekenntnis werden die Friedenskirchen explizit verdammt:
ARTIKEL 16: VON DER POLIZEI (STAATSORDNUNG) UND DEM WELTLICHEN REGIMENT
Von der Polizei (Staatsordnung) und dem weltlichen Regiment wird gelehrt, daß alle Obrigkeit in der Welt [...] die von Gott geschaffen und eingesetzt sind, und daß Christen ohne Sünde [...] Übeltäter mit dem Schwert bestrafen, rechtmäßig Kriege führen, in ihnen mitstreiten, [...]. Hiermit werden die verdammt, die lehren, daß das oben Angezeigte unchristlich sei. [...] Wenn aber der Obrigkeit Gebot ohne Sünde nicht befolgt werden kann, soll man Gott mehr gehorchen als den Menschen. 
Diesem Bekenntnis folgten auch Taten. Es wurden eine Reihe von Mennoniten auf Grund dieses Bekenntnis als Ketzer angeklagt und umgebracht. An diesem Bekenntnis hält die Evangelische Kirche in Deutschland bis heute fest und schreibt dazu: „Dieses Bekenntnis aus dem Jahre 1530 gehört zu den maßgeblichen theologischen Bekenntnisschriften der Reformation“. Der Gedenktag der Confessio Augustana (Augsburger Bekenntnis) ist fester Bestandteil im Kirchenjahr und wird am 25. Juni begangen.
Im Mai 2011 warf der Ratsvorsitzende der EKD Nikolaus Schneider in der Diskussion über die Legitimität von Gewalt den Friedenskirchen und namentlich den Mennoniten Davonlaufen vor.